# Aubach (Dill)
Der Aubach ist ein 15,7 Kilometer langer rechter südlicher Zufluss der Dill.

## Name
Der Aubach taucht 1430 als Ubach erstmals urkundlich auf. Die Bedeutung ist nicht sicher geklärt. Albrecht Greule vermutet, dass das Bestimmungswort ursprünglich mhd. ūche 'Kröte' gewesen war.

## Geographie

### Verlauf
Der Aubach entspringt in der Nähe des Driedorfer Ortsteils Waldaubach unterhalb der Fuchskaute, mit 657,3 m ü. NHN die höchste Erhebung des Westerwalds. Außer Waldaubach durchfließt er noch den Ort Langenaubach und mündet in Haiger in die Dill.

### Zuflüsse
Nennenswerte Zuflüsse von der Quelle an bachabwärts:
- Zufluss oberhalb Waldaubach (links), 0,5 km (GKZ DE/258432112)
- Zufluss oberhalb Waldaubach (links), 0,95 km (GKZ DE/258432114)
- Zufluss oberhalb Waldaubach (links), 0,7 km (GKZ DE/258432116)
- Zufluss bei Waldaubach (rechts), 0,25 km
- Zufluss bei Waldaubach (rechts), 0,55 km (GKZ DE/258432118)
- Zufluss unterhalb Waldaubach (rechts), 0,5 km (GKZ DE/258432192)
- Zufluss oberhalb Rabenscheid (links), 0,9 km (GKZ DE/258432192)
- Schön-Bach (auch Heisterberger Bach genannt) (rechts), 1,5 km (GKZ DE/258432194)
- Ortsbach (links), 1,7 km (GKZ DE/2584323122)
- Zufluss oberhalb Langenaubach (mündet bei der ehemaligen Kohlenmühle in den Aubach) (rechts), 1 km (GKZ DE/258432318)
- Zufluss oberhalb Langenaubach (links), 1,4 km (GKZ DE/258432396)
- Zufluss oberhalb Langenaubach (rechts), 0,25 km
- Grünbach (rechts), 0,5 km
- Frossbach (links), 0,9 km
- Ermbach (rechts), 0,2 km
- Läbach (links), 0,7 km
- Ölsbach (rechts), 0,35 km
- Rombach  (rechts), 0,4 km
- Selmbach  (rechts), 0,6 km
- Serbach (links), 0,2 km
- Lehmbach (rechts), 0,6 km
- Birkenbach (links), 0,4 km
- Flammersbach (links), 1,9 km

### Ortschaften
Zu den Ortschaften am Aubach gehören:
- Waldaubach
- Rabenscheid (wird nicht direkt durchflossen; jedoch fließt der Aubach nahe dem Dorf vorbei und trieb in früherer Zeit die dortige Mühle an)
- Langenaubach
- Haiger